# Franz Antoine
Franz Antoine ( 23 de febrero de 1815, Viena - 11 de marzo de 1886 ) fue un jardinero y horticultor austriaco.

## Biografía
Franz Antoine fue designado en 1865 como director de jardinería de todos los jardines imperiales en la monarquía Austro-Húngara.
En el curso de la reforma del servicio de la jardinería de los palacios imperiales tuvo que ceder la capacidad de la dirección para los jardines imperiales restantes, mantuvo sin embargo su título y su dirección en el jardín del Palacio de Schönbrunn en Viena y dedicándose desde entonces de un modo más intenso a sus actividades científicas, y entre otras a su importante colección de Bromelias.

## Obra
- Die Coniferen, 1840-1847
- Der Wintergarten der K. K. Hofburg zu Wien, 1852
- Coniferen des Cilicischen Taurus (junto con Karl Georg Theodor Kotschy), 1855
- Die Cupressineen-Gattungen: Arceuthos, Juniperus u. Sabina, 1857-1860
- Phyto-Iconographie der Bromeliaceen ..., 1884

- La abreviatura «Antoine» se emplea para indicar a Franz Antoine como autoridad en la descripción y clasificación científica de los vegetales.[1]